# Vienna Open 2016 - Qualificazioni singolare
Le qualificazioni del singolare al Vienna Open 2016 sono state un torneo di tennis preliminare per accedere alla fase finale della manifestazione. I vincitori dell'ultimo turno sono entrati di diritto nel tabellone principale. In caso di ritiro di uno o più giocatori aventi diritto a questi sono subentrati i lucky loser, ossia i giocatori che hanno perso nell'ultimo turno ma che avevano una classifica più alta rispetto agli altri partecipanti che avevano comunque perso nel turno finale.

## Teste di serie
1. Thomaz Bellucci (primo turno)
2. Íñigo Cervantes (primo turno)
3. Yūichi Sugita (ultimo turno)
4. Adam Pavlásek (ultimo turno)

1. Lukáš Rosol (primo turno)
2. Damir Džumhur (qualificato)
3. Jan-Lennard Struff (qualificato)
4. Radu Albot (ultimo turno)

## Qualificati
1. Nikoloz Basilašvili
2. Jan-Lennard Struff

1. Benjamin Becker
2. Damir Džumhur

## Tabellone

### Legenda
| - Q = Qualificato - WC = Wild card - LL = Lucky loser | - ALT = Alternate - SE = Special Exempt - PR = Protected Ranking | - w/o = Walkover - r = Ritirato - d = Squalificato |

### Sezione 1
|  | Primo turno | Primo turno         | Primo turno         | Primo turno | Primo turno |  |  | Ultimo turno | Ultimo turno        | Ultimo turno | Ultimo turno | Ultimo turno |  |
|  |             |                     |                     |             |             |  |  |              |                     |              |              |              |  |
|  | 1           | Thomaz Bellucci     | Thomaz Bellucci     | 2           | 65          |  |  |              |                     |              |              |              |  |
|  |             | Nikoloz Basilašvili | Nikoloz Basilašvili | 6           | 7           |  |  |              | Nikoloz Basilašvili | 6            | 0            | 6            |  |
|  | WC          | Marcus Willis       | 3                   | 7           | 4           |  |  | 8            | Radu Albot          | 3            | 6            | 3            |  |
|  | 8           | Radu Albot          | 6                   | 69          | 6           |  |  |              |                     |              |              |              |  |

### Sezione 2
|  | Primo turno | Primo turno        | Primo turno     | Primo turno | Primo turno |  |  | Ultimo turno | Ultimo turno       | Ultimo turno       | Ultimo turno | Ultimo turno |  |
|  |             |                    |                 |             |             |  |  |              |                    |                    |              |              |  |
|  | 2           | Íñigo Cervantes    | Íñigo Cervantes | 4           | 6           |  |  |              |                    |                    |              |              |  |
|  | WC          | Sebastian Ofner    | Sebastian Ofner | 6           | 7           |  |  | WC           | Sebastian Ofner    | Sebastian Ofner    | 1            | 2            |  |
|  | WC          | Dennis Novak       | 3               | 7           | 4           |  |  | 7            | Jan-Lennard Struff | Jan-Lennard Struff | 6            | 6            |  |
|  | 7           | Jan-Lennard Struff | 6               | 65          | 6           |  |  |              |                    |                    |              |              |  |

### Sezione 3
|  | Primo turno | Primo turno       | Primo turno       | Primo turno | Primo turno |  |  | Ultimo turno | Ultimo turno    | Ultimo turno    | Ultimo turno | Ultimo turno |  |
|  |             |                   |                   |             |             |  |  |              |                 |                 |              |              |  |
|  | 3           | Yūichi Sugita     | Yūichi Sugita     | 6           | 6           |  |  |              |                 |                 |              |              |  |
|  |             | Uladzimir Ignatik | Uladzimir Ignatik | 2           | 1           |  |  | 3            | Yūichi Sugita   | Yūichi Sugita   | 65           | 3            |  |
|  |             | Benjamin Becker   | 7                 | 5           | 7           |  |  |              | Benjamin Becker | Benjamin Becker | 7            | 6            |  |
|  | 5           | Lukáš Rosol       | 6(0)              | 7           | 64          |  |  |              |                 |                 |              |              |  |

### Sezione 4
|  | Primo turno | Primo turno      | Primo turno      | Primo turno | Primo turno |  |  | Ultimo turno | Ultimo turno  | Ultimo turno | Ultimo turno | Ultimo turno |  |
|  |             |                  |                  |             |             |  |  |              |               |              |              |              |  |
|  | 4           | Adam Pavlásek    | Adam Pavlásek    | 6           | 6           |  |  |              |               |              |              |              |  |
|  |             | Lorenzo Giustino | Lorenzo Giustino | 4           | 3           |  |  | 4            | Adam Pavlásek | 7            | 4            | 5            |  |
|  |             | Peter Gojowczyk  | Peter Gojowczyk  | 3           | 5           |  |  | 6            | Damir Džumhur | 6            | 6            | 7            |  |
|  | 6           | Damir Džumhur    | Damir Džumhur    | 6           | 7           |  |  |              |               |              |              |              |  |